# Il signor Rossi compera l'automobile
Il signor Rossi compera l'automobile è un cortometraggio d'animazione italiano del 1966, quarto corto del signor Rossi diretto da Bruno Bozzetto.

## Trama
Il corto rappresenta la società italiana del boom economico come assoggettata al dominio dell’automobile, allora un vero e proprio status symbol. Il signor Rossi, non possedendone una, si sente tagliato fuori da questa società, ragion per cui si lascia ammaliare dall’idea di prendere la patente; dopo averne superato l’assurdo esame, con tanto di cerimonia d’investitura cavalleresca, compera una piccola automobile firmando una montagna di cambiali. Inizialmente, Rossi tenta di circolare con serenità e calma, ma l’esperienza coi pericoli del traffico, guidatori rabbiosi, indisciplinati e prevaricatori, severi vigili urbani e costosissimi meccanici lo porterà ad avere una crisi nevrotica che lo tramuterà in una specie di diabolico vendicatore della strada: elaborata la sua vettura in un bolide velocissimo, infrange ogni possibile norma e commette ogni tipo di violenza su pedoni e automobilisti, finendo poi per scontrarsi con un aereo di linea quando la sua auto prende il decollo per la troppa velocità. 
A seguito dell’incidente, Rossi, alienato dall’esperienza, viene tristemente ricoverato in un centro di igiene mentale, attorniato da una folta équipe di medici che analizzano gli effetti psicologici nefasti provocatigli da un mondo governato dalle automobili.